# 4コマコント 起笑転結
『4コマコント 起笑転結』（よんコマコント きしょうてんけつ）は、2015年10月14日（13日深夜）から12月30日（29日深夜）まで日本テレビで毎週水曜1:29 - 1:59（火曜25:29 - 25:59、JST）で放送されていたバラエティ番組である。2015年4月21日（20日深夜）に「ネクストブレイク」枠で放送され、好評だったのでレギュラー化された。

## 概要
4コマ漫画のように「起」「承」「転」「結」が分かりやすいようにしたオリジナルコントを芸人たちが作成する番組。放送時もシーンごとにコマが切り替わる演出で分かりやすくされている。
各作品ごとに面白かったかどうかを、その日のお客様（ゲスト）3人が「購入数（タブレット端末をスワイプした回数）」で判定。3人の合計購入数によって「ゼロ売れ（0回）」「トホ売れ（1～49回）」「やや売れ（50～79回）」「バカ売れ（80～99回）」「完売（100回以上）」に判定される。

## MC
- 博多大吉（店長）
- 田中みな実（看板娘、レギュラー版）

### 過去のMC
- 宮田聡子（パイロット版）

## 出演
- うしろシティ
- シソンヌ
- チョコレートプラネット
- 横澤夏子
- ジグザグジギー
- いぬ
- 巨匠
- モダンボーイズ
- ニューヨーク
- ななまがり
- 相席スタート
- ラフレクラン
- TEAM近藤
- しゃもじ
- すごい論
- やさしい雨
- テゴネハンバーグ
- ライス
- カミナリ
- 中村涼子
- ブッダマリア
- しずる
- さらば青春の光
- ジューシーズ他

この中から毎週6～7組出演。

## ネット局
| 放送対象地域 | 放送局名          | 系列           | 放送時間                        | 遅れ       |
| ------------ | ----------------- | -------------- | ------------------------------- | ---------- |
| 関東広域圏   | 日本テレビ（NTV） | 日本テレビ系列 | 毎週水曜1:29 - 1:59（火曜深夜） | 制作局     |
| 中京広域圏   | 中京テレビ（CTV） | 日本テレビ系列 | 毎週木曜0:59 - 1:29（水曜深夜） | 遅れネット |

## スタッフ
- 演出/プロデューサー：宮太一
- 構成：桝本壮志、堀江B面、今井太郎、土橋敬弘
- TM：新名大作
- SW：三井隆裕
- SW/CAM：津野祐一（回によって担当が変わる）
- CAM：渡邊晃
- MIX：中山貴晴、太田黒健至
- VE：鈴木昭博
- 照明：小川勉
- 美術プロデューサー：佐藤千穂
- デザイン：北村春美
- 美術協力：日本テレビアート
- 技術協力：ヌーベルバーグ
- モニター：小内一豊
- CG：藤井彩人
- 編集：生田目隼、中原勇
- MA：大竹誠司
- 音効：岡田淳一
- イラスト：石黒菜保子、滝田ななみ
- TK：田中彩
- デスク：府川麻衣子
- AP：金ビンナ
- AD：松本佳奈子、葛生朋美、伊東真美
- ディレクター：大楽和也、山嶋将義、陣崎行夫、田中真之、綾部健二、前田大輔、杉浦啓太
- プロデューサー：島田総一郎/小島俊一
- チーフプロデューサー：道坂忠久
- 制作協力：創輝
- 製作著作：日テレ